# Łasin (gemeente)
De gemeente Łasin is een stad- en landgemeente in het Poolse woiwodschap Koejavië-Pommeren, in powiat Grudziądzki.
De zetel van de gemeente is in Łasin.
Op 30 juni 2004 telde de gemeente 8351 inwoners.

## Oppervlakte gegevens
In 2002 bedroeg de totale oppervlakte van gemeente Łasin 136,58 km², waarvan:
- agrarisch gebied: 83%
- bossen: 4%

De gemeente beslaat 18,75% van de totale oppervlakte van de powiat.

## Demografie
Stand op 30 juni 2004:
| Omschrijving                   | Totaal | Totaal | Vrouwen | Vrouwen | Mannen | Mannen |
| ------------------------------ | ------ | ------ | ------- | ------- | ------ | ------ |
| eenheid                        | aantal | %      | aantal  | %       | aantal | %      |
| inwoners                       | 8351   | 100    | 4236    | 50,7    | 4115   | 49,3   |
| bevolkingsdichtheid (inw./km²) | 61,1   | 61,1   | 31      | 31      | 30,1   | 30,1   |

In 2002 bedroeg het gemiddelde inkomen per inwoner 1315,96 zł.

## Administratieve plaatsen (sołectwo)
Goczałki, Huta-Strzelce, Jakubkowo, Jankowice, Kozłowo, Małe Szczepanki, Nogat, Nowe Błonowo, Nowe Mosty, Plesewo, Przesławice, Stare Błonowo, Szczepanki, Szonowo (dorpen: Szonowo Królewskie en Szonowo Szlacheckie), Szynwałd, Wybudowanie Łasińskie, Wydrzno, Zawda, Zawdzka Wola.

## Overige plaatsen
Bogdanki, Boże Pole, Gordanowo, Hermanowo, Ludwichowo, Nowe Jankowice, Szynwałdzik, Święte.

## Aangrenzende gemeenten
Biskupiec, Gardeja, Gruta, Kisielice, Rogóźno, Świecie nad Osą